# Marcel Lefebvre
Marcel-François Lefebvre C.S.Sp. (Tourcoing, 29 de novembre de 1905- Martigny, 25 de març de 1991) fou un arquebisbe catòlic francès. Després d'una dilatada carrera com a missioner espirità a l'Àfrica de parla francesa i com a Superior General de la Congregació de l'Esperit Sant, va prendre el lideratge, dins de l'Església catòlica del moviment tradicionalista davant de certs canvis que s'estaven produint a l'Església associats amb el Concili Vaticà II, que al seu parer trencaven amb la tradició i impulsaven el modernisme dins de la doctrina com l'havien condemnat Pius X i Pius XII.
El 1970, Lefebvre fundà la Fraternitat Sacerdotal Sant Pius X (SSPX). El 1988, contra la prohibició expressa del Papa Joan Pau II, consagrà quatre bisbes perquè continuessin la seva tasca a la SSPX. La Santa Seu declarà immediatament que tant ell com els altres bisbes que havien participat en la cerimònia estaven automàticament excomunicats d'acord amb el dret canònic catòlic. El 2009, 18 anys després de la mort de Lefebvre, el Papa Benet XVI aixecà l'excomunió dels quatre bisbes supervivents després que ho demanessin, però no pas la de Lefebvre, l'excomunió del qual segueix vigent.

## Biografia

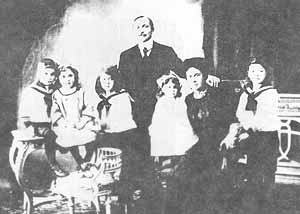
La família de René Lefebvre

Marcel Lefebvre va néixer a Tourcoing, Nord, fill de René Lefebvre, propietari d'una fàbrica tèxtil i Gabrielle, nascuda Watine, qui va morir el 1938. Va ser el segon noi i el tercer fill de 8 germans. El pare de Marcel va morir als 62 anys, el 1944, al camp de concentració alemany de Sonnenburg, on va ser empresonat per la Gestapo per treballar per la Resistència francesa i la intel·ligència britànica.
Els seus pares eren devots catòlics que portaven diàriament els seus fills a missa. El seu pare era un monàrquic que va fer d'espia pels britànics quan Tourcoing va ser ocupat pels alemanys durant la I Guerra Mundial.
El 1923 Lefebvre inicià els estudis pel sacerdoci; a insistència del seu pare va anar al Seminari francès de Roma. Més tard senyalaria els seus punts de vista conservadors al rector, un sacerdot bretó anomenat Pare Henri Le Floch. Els seus estudis van ser interromputs el 1926 i 1927 quan va fer el servei militar. El 25 de maig 1929 va ser ordenat diaca pel cardenal Basilio Pompilj a la basílica de Sant Joan del Laterà de Roma. El 21 de setembre 1929 va ser ordenat sacerdot pel bisbe (aviat sent cardenal) Achille Liénart a Lilla, diòcesi en la qual va ser incardinat. Després de l'ordenació, va continuar els seus estudis a Roma, completant un doctorat en teologia al juliol de 1930.
L'agost de 1930 el cardenal Liénart assignà Lefebvre a ser assistent de vicari en una parròquia a Lomme, als afores de Lille. Fins i tot abans d'això, Lefebvre ja havia demanat que l'enviessin a fer de missioner com a membre dels Pares de l'Esperit Sant. Però el cardenal va insistir que havia de considerar-ho durant un any mentre es dedicava a treballs de parròquia a la diòcesi de Lille. El juliol del 1931 Liénart alliberà Lefebvre de la diòcesi. Al setembre Lefebvre va entrar al noviciat dels Pares de l'Esperit Sant a Orly. Un any més tard, el 8 de setembre de 1932, va prendre els vots simples per un període de tres anys.
El primer destí de Lefebvre com a Pare de l'Esperit Sant va ser com a professor en el Seminari de Sant Joan a Libreville, Gabon. El 1934 va ser nomenat rector del seminari. El 28 setembre 1935 va fer els seus vots perpetus. Va exercir com a superior d'una sèrie de missions dels Pares de l'Esperit Sant en Gabon. A l'octubre de 1945 Lefebvre va rebre l'ordre del superior general que tornés a França i assumís noves funcions com a rector del seminari dels Pares de l'Esperit Sant a Mortain.

### Bisbe a Àfrica
El retorn de Lefebvre a França no duraria molt de temps. El 12 de juny de 1947, el Papa Pius XII el va nomenar Vicari Apostòlic de Dakar al Senegal; va rebre la seu episcopal titular d'Anthedon (El Blakiyeh prop de Gaza, a Palestina). El 18 de setembre de 1947, va ser consagrat bisbe a la seva església parroquial familiar de Tourcoing per Achille Liénart (qui prèviament havia l'ordenat com a sacerdot); actuant com a co-consagrantes van estar el bisbe Jean-Baptiste Fauret, CSSp. i el bisbe Alfred-Jean-Félix Ancel.
En la seva nova posició Lefebvre va ser el responsable d'una àrea amb una població de tres milions i mig de persones, de les quals només 50.000 eren catòlics.
El 22 de setembre de 1948, Lefebvre, a més de seguir com a Vicari Apostòlic de Dakar, va rebre responsabilitats addicionals: el papa Pius XII el va nomenar delegat apostòlic de l'Àfrica francesa. Des d'aquest càrrec era el representant papal a les autoritats de l'Església en 46 diòcesis «al territori continental i insular d'Àfrica subjecte a nom del Govern francès, amb l'addició de la diòcesi de Reunió, la totalitat de l'illa de Madagascar i altres illes veïnes sota el govern francès, però amb exclusió de les diòcesis del nord d'Àfrica, a saber, les de Cartago, Constantí, Alger i Orà.» Amb aquesta nova responsabilitat va ser nomenat arquebisbe de la seu titular d'Arcadiópolis a Europa.
Com a Delegat Apostòlic, el deure principal de Lefebvre va ser la construcció de l'estructura eclesiàstica a l'Àfrica francesa. El Papa Pius XII va voler avançar ràpidament cap a una jerarquia adequada (amb bisbes en comptes de vicariats i prefectures apostòliques). Lefebvre va ser el responsable de la selecció d'aquests nous bisbes, l'augment del nombre de sacerdots i religioses, així com el nombre d'esglésies en les diverses diòcesis.
El 14 de setembre de 1955, el Vicariat Apostòlic de Dakar es va convertir en una diòcesis i, per tant, Lefebvre es va convertir en el primer Arquebisbe Metropolità de Dakar. Monsenyor Lefebvre va ser el primer i principal assessor de Pius XII durant la redacció de l'encíclica Fidei Donum (1957), que va donar instruccions a clergues i laics a les missions al Tercer món països i va demanar més missioners.
El 1958 el papa Pius XII va morir i va ser succeït pel Papa Joan XXIII, qui, el 1959, després de donar a Lefebvre l'elecció entre quedar-se ja fos com a delegat apostòlic o com a Arquebisbe de Dakar, va nomenar un altre per al càrrec de Delegat Apostòlic per a l'Àfrica francesa. Lefebvre va continuar com a arquebisbe de Dakar fins al 23 de gener de 1962, en què va ser traslladat a la diòcesi de Tulle a França, retenint el seu títol personal d'arquebisbe. El 1960, el Papa Joan XXIII va nomenar Lefebvre per a la central Comissió preparatòria pel Concili Vaticà II.

### Superior General dels Pares de l'Esperit Sant
El 26 de juliol de 1962, el Capítol General dels Pares de l'Esperit Sant van triar Lefebvre com a superior general. Lefebvre era àmpliament respectat per la seva experiència en el camp de la missió. D'altra banda, alguns membres progressistes de la seva congregació, en particular a França, consideraren el seu estil administratiu autoritari i desitjaven reformes radicals. El 7 d'agost de 1962 Lefebvre va rebre la seu arquebisbal titular de Sínnada a Frígia.
Lefebvre era cada vegada més criticat per membres influents de la seva gran congregació religiosa, que el consideraven estar desacompasat amb líders de l'Església moderna i la demanda de les conferències episcopals, sobretot a França, per a la modernització i reformes. Un capítol general dels Pares de l'Esperit Sant es va celebrar a Roma al setembre de 1968 per debatre la direcció de la congregació després dels canvis del Concili Vaticà II. La primera acció del capítol va ser nomenar a diversos moderadors per dirigir les sessions del capítol en lloc de Lefebvre. Lefebvre, a continuació, va presentar la seva renúncia com a Superior General al Papa Pau VI. Més tard diria que s'havia tornat impossible que romangués com a superior d'un institut que ja no volia o el va escoltar.

### Concili Vaticà II
Nomenat pel Papa Joan XXIII com a membre de la Comissió central preparatòria per al Concili Vaticà II, Lefebvre va participar en les discussions sobre els esborranys dels documents que es presentarien als bisbes per al seu examen en el Concili. Durant la primera sessió del Concili (entre octubre i desembre de 1962), es preocupà per la direcció que estaven prenent les deliberacions del Concili. Lefebvre va prendre una paper destacat en un grup d'estudi dels bisbes al Concili que es coneixia com el Coetus Internationalis Patrum (Grup Internacional de Pares).
Una de les principals preocupacions al Concili va ser el debat sobre el principi de la llibertat de religió. Durant la tercera sessió del Concili (setembre a novembre de 1964) l'arquebisbe Pericle Felici va anunciar que Lefebvre, amb altres dos bisbes afins, havia estat nomenat per a una comissió especial de quatre membres, encarregada de desenvolupar els esborranys dels documents sobre el tema, però aviat es va descobrir que aquesta mesura no tenia l'aprovació papal, i la gran responsabilitat de preparar l'esborrany del document va ser donat al Secretariat per a la Unitat dels cristians. En comptes del projecte titulat "Sobre la llibertat religiosa", Lefebvre i el cardenal Alfredo Ottaviani havien donat suport al seu lloc un text sobre "Les relacions entre l'Església i l'Estat, i la tolerància religiosa." El Coetus Internationalis Patrum, però, no vaig poder aconseguir el vot preliminar (amb suggeriments de modificacions) en el document postergat fins al quart període de sessions del Concili, però no van poder impedir l'adopció, el 7 de desembre de 1965, del text final de la declaració Dignitatis humanae per l'aclaparadora majoria del Concili. L'opinió expressada per alguns que aquesta immensa majoria va ser només a causa de la intensa pressió exercida per l'ala reformista dels pares conciliars entre els prelats que inicialment tenien reserves o fins i tot objeccions, però, no va ser acceptada per tots els observadors. Lefebvre va ser un dels que van votar en contra de la declaració, però va ser un dels que afegí la seva signatura en el document, després de la del Papa, encara que no tots els presents la van signar. Lefebvre va declarar més tard que el full de paper que va signar i que «va passar de mà en mà entre els Pares Conciliars i en el qual tots van estampar la seva signatura, no tenia significat d'un vot a favor o en contra, però significava simplement la nostra presència a la reunió per votar per quatre documents.» Però, el paper en el qual apareix la seva signatura, i que no era" el full d'assistència relativament poc important", que Lefebvre va recordar en la seva entrevista, «porta el títol Declaratio de Libertate Religiosa (juntament amb els títols dels altres tres documents) a la part superior» i «que els pares van ser informats que si desitjaven signar un o més documents, però no tots ells, podien fer una anotació marginal al costat del seu nom, que especifiqués quins documents desitjaven o no desitgen signar. No existeix tal anotació al costat dels noms de Lefebvre o de Castro Mayer, el que demostra que estaven disposats a participar en la promulgació oficial d'aquesta Declaració sobre la Llibertat Religiosa que més tard van rebutjar públicament.»

### Posicions teològiques i polítiques

#### Rerefons
Lefebvre se situava a la dreta en la societat francesa en l'opinió política i religiosa que es va originar entre els reialistes vençuts després de la Revolució Francesa de 1789. El panorama polític i teològic de Lefebvre reflectia la d'un nombre significatiu de membres conservadors de la societat francesa sota la Tercera República (1870-1940). Aquesta va ser colpejada pels conflictes entre l'esquerra secular i la dreta catòlica, amb molts individus de tots dos costats defensant posicions distintament radicals (vegeu, per exemple, l'article sobre el famós cas Dreyfus). Així, s'ha dit que "Lefebvre era ... un home format pels odis amargs que van definir les línies de batalla en la societat francesa i la cultura des de la Revolució Francesa fins al règim de Vichy".
El primer biògraf de Lefebvre, l'escriptor tradicionalista anglès Michael Davies, va escriure en el primer volum de la seva "Apologia Pro Marcel Lefebvre":
| « | A França la sensació política tendeix a ser més polaritzada, més extrema, i molt més profundament sentida que a Anglaterra. Només es pot entendre a la llum de la Revolució Francesa i la història posterior... A risc d'una greu simplificació excessiva, és raonable afirmar que fins a la Segona Guerra Mundial el catolicisme a França tendia a identificar-se amb l'ala dreta de la política i l'anticatolicisme amb l'esquerra ... La pròpia filosofia política [de Lefebvre] suposada de dreta no és més que un senzill ensenyament social catòlic com van exposar els papes durant un segle o més ... | » |

En la mateixa línia, el sacerdot anglès pro-SSPX Michael Crowdy va escriure, en el seu prefaci a la seva traducció de la " Carta oberta als catòlics confosos" de Lefebvre:
| « | Hem de recordar que Lefebvre està escrivint en el context de França, on les idees són generalment més contundents del que són a Gran Bretanya... Prenem la paraula "socialisme", per exemple; això vol dir que per a alguns de nosaltres, abans de res, un ideal social de germanor i justícia. Hem tingut els nostres socialistes cristians. Al continent, però, el socialisme és inflexiblement anti-religiós, o gairebé un substitut de la religió, i el comunisme és vist com el desenvolupament natural del mateix. Aquest és el socialisme sobre el que l'Arquebisbe està escrivint. I quan rebutja el liberalisme, no està pensant en el Partit Liberal [britànic] ... sinó en el liberalisme religiós que exalta la llibertat humana per sobre de les exigències de Déu o de la seva Església ... | » |

#### Posicions teològiques
Lefebvre es va associar amb les següents posicions:
- El rebuig de l'ecumenisme en favor de l'exclusivisme catòlic;[44]
- L'adhesió a pragmàtica tolerància religiosa, en comptes del principi de llibertat religiosa;[45]
- El rebuig de la col·legialitat dins de l'Església a favor de l'estricta supremacia papal;[Notes 13]
- Oposició a la substitució de la missa tridentina per la missa de Pau VI.[Notes 14]

#### Posicions polítiques
Les posicions polítiques defensades per Lefebvre van ser els següents:
- Condemna de la Revolució Francesa de 1789 i el que ell anomenà els seus "principis maçònics i anticatòlics".[46]
- Suport a l'orde catòlic del govern autoritari francès de Vichy (1940-1944) del mariscal Philippe Pétain.
- Suport als governs autoritaris. El 1985, va parlar amb aprovació dels governs de Francisco Franco a Espanya i d'Antonio Salazar a Portugal, i assenyalà que la seva neutralitat en la Segona Guerra Mundial havia lliurat els seus pobles el sofriment de la guerra.
- Suport al líder nacionalista francès Jean-Marie Le Pen. El 1985, la revista francesa Présent cità Lefebvre com un suport a Le Pen amb l'argument que era l'únic líder polític francès que s'oposava clarament a l'avortament.
- Oposició a la immigració musulmana a Europa. El 1990, Lefebvre va ser condemnat en un tribunal francès i condemnat a pagar una multa de 5.000 francs, quan va declarar a això que «es tracta de les seves esposes, les seves filles, els seus nens que seran segrestats i arrossegat a un cert tipus de llocs [ sic ], tal com existeixen a Casablanca».[47][48]

### La Societat de Sant Pius X
Després de retirar-se del seu càrrec de Superior General dels Pares de l'Esperit Sant, Lefebvre va ser abordat pels tradicionalistes del Seminari Francès de Roma que havien rebutjat la tonsura, el ritu pel qual, fins a 1973, un seminarista esdevenia un clergue. Li van demanar per un seminari conservador per completar els seus estudis. Després de dirigir-los cap a la Universitat de Friburg, (Suïssa), va ser instat perquè ell personalment ensenyés aquells seminaristes. El 1969, va rebre el permís del bisbe local per establir un seminari a Friburg, que es va obrir amb nou estudiants, per passar a Ecône, Suïssa, el 1971.

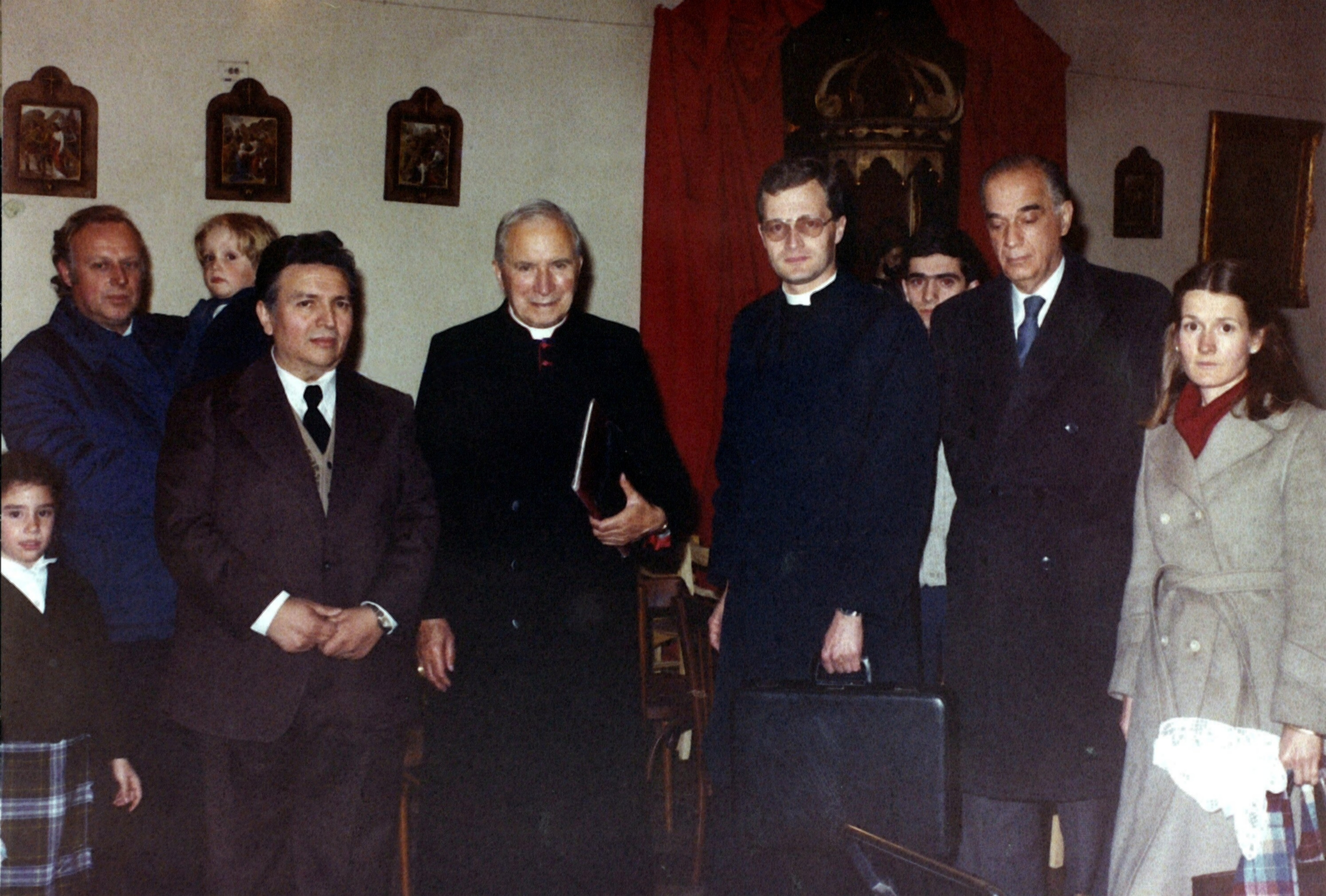
Marcel Lefebvre a Córdoba, Argentina

Lefebvre va proposar als seus seminaristes l'establiment d'una societat de sacerdots sense vots. El novembre de 1970, el bisbe de Friburg, François Charrière, establí, en una base provisional de sis anys (ad experimentum), la Fraternitat Sacerdotal Internacional de Sant Pius X (FSSPX) com "Pia Unió".
Els bisbes francesos, la perspectiva teològica dels quals era bastant diferent a la de Lefebvre, tractaren el Seminari d'Ecône amb recel i en feien referència a ell com "el Seminari Wildcat". Van indicar que cap d'ells incardinaria a cap dels seus seminaristes.
El novembre de 1974, dos sacerdots belgues van dur a terme una inspecció rigorosa sobre les instruccions d'una comissió de cardenals, que realitzaren, es va dir, un informe favorable. No obstant això, mentre que a Ecône, van expressar una sèrie d'opinions teològiques, tal com l'ordenació d'homes casats aviat serà una cosa normal, que la veritat canvia amb els temps, i la concepció tradicional de la Resurrecció de Nostre Senyor van ser oberts a la discussió, que els seminaristes i el personal es van oposar afirmant que era escandalós. En el que més tard es va descriure com un estat d'ànim de "indignació sens dubte excessiva", Lefebvre va escriure una "Declaració" on va atacar fortament les tendències modernistes i liberals que veia com es manifestaven en les reformes empreses dins de l'Església en aquells moments.

### La topada amb el Vaticà

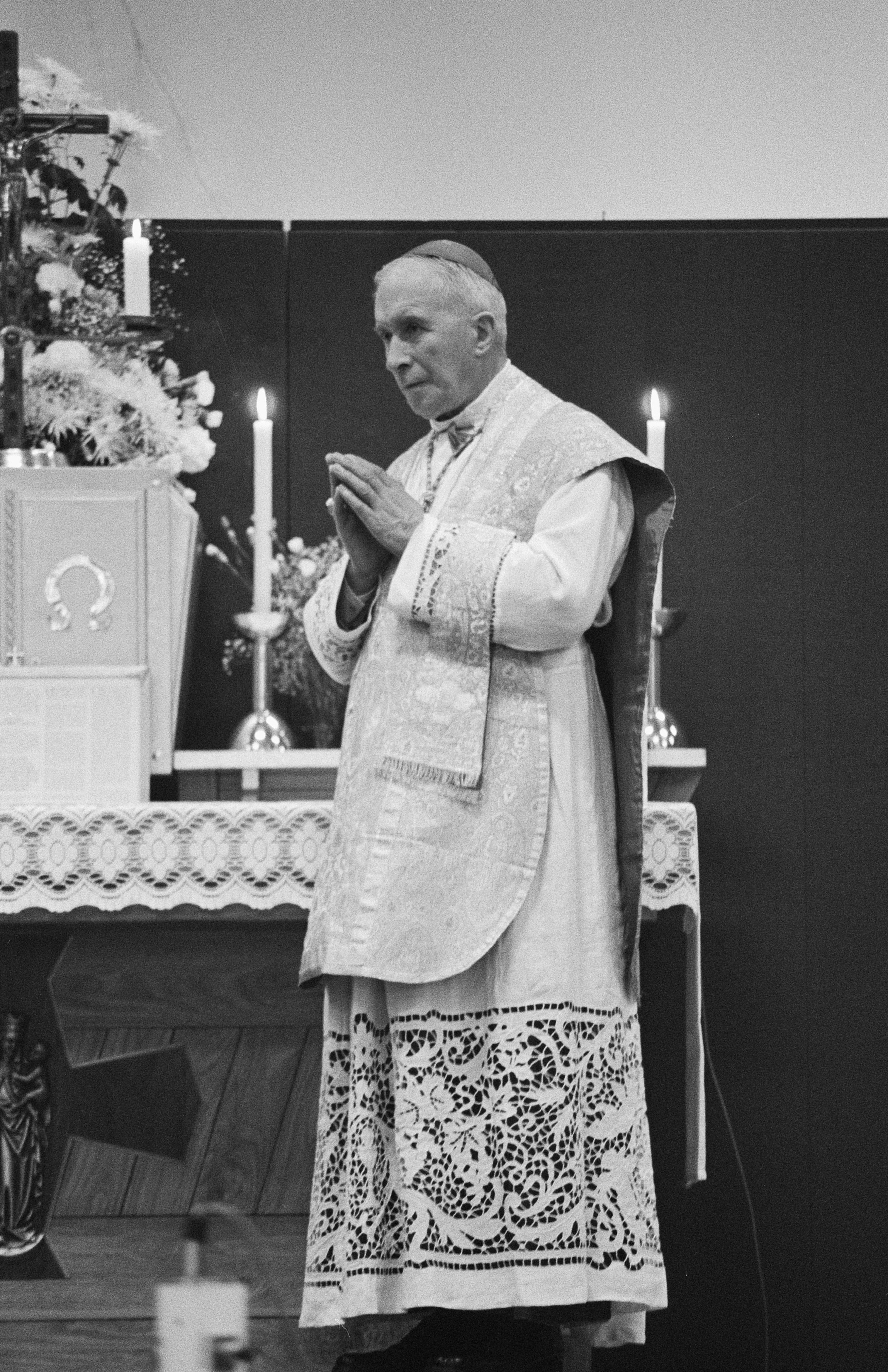
Lefebvre celebrant una missa pel ritus tridentí a Veldhoven, el 19 de juliol de 1981

El gener de 1975 el nou bisbe de Friburg va manifestar el seu desig de retirar l'estat de pia unió de la SSPX X. Encara que Lefebvre després va tenir dues reunions amb la comissió de cardenals, el bisbe va posar la seva intenció en vigor el 6 maig 1975, dissolent d'aquesta manera oficialment la Societat. Aquesta acció va ser confirmada posteriorment pel Papa Pau VI, qui va escriure a monsenyor Lefebvre al juny de 1975. Lefebvre va continuar el seu treball sense tenir en compte pel fet que "havent pres l'assessorament jurídic d'advocats canònics competents que li aconsella que, tot i la carta del papa Pau de data 29 juny 1975 tot el procés que se segueixi contra la Fraternitat havia estat tan irregular que no podria ser considerada com havent estat legalment suprimida. L'arquebisbe es va informar a més que, com que el Vaticà havia permès als sacerdots per a ser incardinats directament a la Fraternitat en tres ocasions diferents, es podria considerar que el privilegi d'incardinar sacerdots directament a la Fraternitat ara existia." En el consistori del 24 maig 1976 el Papa Pau VI criticà l'arquebisbe Lefebvre pel seu nom i va instar a ell i als seus seguidors a canviar d'opinió.
El 29 juny 1976 Lefebvre va seguir endavant amb les ordenacions sacerdotals planificades sense l'aprovació del bisbe local i malgrat rebre cartes de Roma que les prohibien. Com a resultat d'això Lefebvre va ser suspès a collatione ordinum, és a dir, se li prohibia ordenar sacerdots. Una setmana més tard, el prefecte de la Congregació per als Bisbes, cardenal Sebastiano Baggio, va informar que, per poder regularitzar la seva situació, havia de demanar el perdó del Papa. Lefebvre va respondre amb una carta afirmant que la modernització de l'Església era un «compromís amb les idees de l'home modern» originat en un acord secret entre els alts dignataris de l'Església i alts maçons i fins al Concili. Lefebvre va ser llavors notificat que, ja que no s'havia disculpat amb el Papa, havia estat suspès a divinis, és a dir, que ja no podia administrar legalment qualsevol dels sagraments. Lefebvre va comentar que ell havia prohibit celebrar el nou ritu de la missa. Pau VI, aparentment, es va prendre això seriosament i va declarar que Lefebvre «podia pensar que podria eludir la pena mitjançant l'administració dels sagraments utilitzant les fórmules anteriors.» Malgrat la seva suspensió, Lefebvre va continuar dient la missa i administrant els altres sagraments, incloent la concessió de l'orde als estudiants de la seva seminari.
El Papa Pau VI va rebre Lefebvre en audiència l'11 de setembre de 1976, i un mes més tard li va escriure amonestant-lo i, repetint l'apel·lació que havia fet en l'audiència. Joan Pau II va rebre Lefebvre en audiència seixanta dies després de la seva elecció 1978, de nou sense arribar a un acord.

#### Les consagracions d'Ecône
En un sermó pronunciat el 1987, Lefebvre, amb 81 anys, anuncià la seva intenció de consagrar un bisbe per prosseguir la seva feina després de la seva mort. Això va ser polèmic perquè, sota el dret canònic catòlic, la consagració d'un bisbe requereix l'autorització del Papa
El 5 de maig de 1988, Lefebvre va signar un acord amb el cardenal Joseph Ratzinger per regularitzar la situació de la Societat de Sant Pius X. El cardenal acordà que es consagrés un bisbe per a la fraternitat. No obstant això, Lefebvre va decidir que estava obligat a rebutjar tant la disposició que havia acordat, com la consagració d'un successor, si calia, sense l'aprovació papal -perquè el cardenal Ratzinger no havia especificat una data per a la consagració episcopal. El Papa va demanar-li que procedís a "un acte cismàtic", advertint-lo de les "conseqüències teològiques i canòniques".
El 30 juny de 1988 monsenyor Lefebvre, amb el bisbe emèrit Antônio de Castro Mayer de Campos, (Brasil), com a coconsagrant, va consagrar a quatre sacerdots de la SSPX com a bisbes: Bernard Tissier de Mallerais, Richard Williamson, Alfonso de Galarreta i Bernard Fellay. L'endemà, 1 de juliol, la Congregació per als Bisbes va emetre un decret declarant que es tractava d'un acte cismàtic i que les sis persones directament involucrades amb això havien incorregut en l'excomunió automàtica.
El 2 de juliol, el Papa Joan Pau II va condemnar les consagracions en la seva carta apostòlica Ecclesia Dei, on va afirmar que la consagració constituïa un acte cismàtic i que en virtut del cànon 1382 del Codi de Dret Canònic, els bisbes i sacerdots implicats havien estat excomunicats automàticament. Lefebvre va declarar que ell i els altres clergues implicats no s'havien "separat de Roma" i eren, per tant, no cismàtics i que "es van trobar en un cas de necessitat", en no haver tingut èxit, ja que va dir, en fer que "Roma" entengués que "aquest canvi que s'havia produït en l'Església", car des del Concili Vaticà II no era "catòlica". En una carta adreçada als quatre sacerdots que estava a punt de consagrar com a bisbes, Lefebvre va escriure: «No crec que no es pugui dir que Roma no hagi perdut la fe.»
El 2009, a petició dels quatre bisbes que sobreviuen, el Papa Benet XVI va aixecar les seves excomunions.

### Mort
Lefebvre va morir el 1991 a l'edat de 85 d'un càncer a Martigny, Suïssa. Vuit dies després va ser enterrat a la cripta del seminari internacional de la societat a Ecône, Suïssa. L'arquebisbe Edoardo Rovida, nunci apostòlic a Suïssa, i el bisbe Henri Schwery de Sion, la diòcesi local, van anar i van pregar davant el cadàver del prelat difunt. Més tard aquest any, el 18 de setembre de 1991, el cardenal Silvio Oddi, que havia estat prefecte de la Congregació per al Clergat entre 1979 i 1986, va visitar la tomba de Lefebvre, es va agenollar i va pregar, després dir en veu alta: "Merci, monsenyor". A partir de llavors el cardenal Oddi va dir que Lefebvre havia estat "un home sant" i va suggerir que la Societat de Sant Pius X es podria concedir una Prelatura personal de la Santa Seu com la de l'Opus Dei. El gener de 1992, el llavors general superior de la societat, P. Franz Schmidberger, va rebutjar aquesta oferta hipotètica en una carta privada inèdita a la Santa Seu. El contingut de la carta va ser descrita pel bisbe Richard Williamson, bàsicament dient que, «sempre que Roma es mantingui Conciliar, una col·laboració fructífera i oberta entre els dos [la FSSPX i la Santa Seu] no sembla possible.»

## Obres
- Lefebvre, Marcel. A Bishop Speaks : Writings & Addresses, 1963–1974.  Kansas City, Mo.: Angelus Press, 1998. ISBN 0-935952-16-0.
- Lefebvre, Marcel. I Accuse the Council!. 2ª edició.  Kansas City, Mo.: Angelus Press, 1998. ISBN 978-0-935952-68-1.
- Lefebvre, Marcel. Open Letter to Confused Catholics.  Kansas City, Mo.: Angelus Press, 1987. ISBN 978-0-935952-13-1. Translated from the original book: Lefèbvre, Marcel. Lettre Ouverte aux Catholiques Perplexes (en francès).  París: A. Michel, 1985. ISBN 978-2-226-02325-4.
- Lefebvre, Marcel. Against the Heresies.  Kansas City, Mo.: Angelus Press, 1997. ISBN 978-0-935952-28-5.
- Lefebvre, Marcel. They have Uncrowned Him : from Liberalism to Apostasy, the Conciliar Tragedy.  Dickinson, Tex: Angelus Press, 1988. ISBN 0-935952-05-5.
- Lefebvre, Marcel. The Mystery of Jesus : the Meditations of Archbishop Marcel Lefebvre.  Kansas City, Mo.: Angelus Press, 2000. ISBN 978-1-892331-02-1.
- Lefebvre, Marcel. Religious Liberty Questioned – The Dubia : my Doubts about the Vatican II Declaration of Religious Liberty.  Kansas City, Mo.: Angelus Press, 2001. ISBN 978-1-892331-12-0.
- Lefebvre, Marcel. The Mass of all time : the hidden treasure.  Kansas City, Mo.: Angelus Press, 2007. ISBN 978-1-892331-46-5.